# Baby☆B
baby☆B（べびーびー）とは、北海道日本ハムファイターズの球団マスコットキャラクター（イラストのみ）である。
ブリスキー・ザ・ベアー（通称：B・B）の小学生の頃の姿。幼い頃から自慢のモヒカンは健在。好奇心旺盛。

## 特徴
キャラクターが登場してすぐの頃は、札幌ドームの大型モニター上に出てきて、突然お客さんにホースで水をかけたり等…やんちゃなイタズラが絶えなかった。
最近はB・Bから直伝で指導を受けたことにより、イタズラをすることもなく、落ち着いている。
野球の試合中、ファウルボールが出ると大型モニターでは、彼が看板を持ってファウルボールの注意を呼びかけている姿も見ることができる。

## 来歴・グッズ履歴

### 2010年・誕生
- baby・Bが登場したきっかけとなる漫画が2010年6月号「ファイターズマガジン No.35」に掲載。

- 不定期に大型モニターへ登場したり、ミニ企画などが開催された。

- シーズン後半戦からは、ファウルボールの際に大型モニターから注意を呼びかけている。

- 2010年11月。ファンフェスティバルのイベント会場にてbaby・Bの公式グッズが発売開始。

### 2011年
- お正月・母の日・父の日向けの記念オリジナルグッズが公式オンラインストアにて発売された。

- 地方主催試合（函館・旭川・帯広）では各会場限定発売のオリジナルグッズが展開された。